# Le Corbusier
Le Corbusier, pravim imenom Charles-Édouard Jeanneret-Gris (La Chaux-de-Fonds, 6. listopada 1887. – Roquebrune-Cap-Martin kraj Nice, 27. kolovoza 1965.), francuski arhitekt švicarskoga porijekla. Zauzima istaknuto mjesto u modernoj umjetnosti kao arhitekt, slikar i spisatelj koji je odsudno utjecao na suvremenu svjetsku arhitekturu. Primjenom novih materijala, poput armiranoga betona, stakla i željeza, te novih građevnih metoda, u arhitekturi je korjenito prekinuo s tradicionalnim građevnim formama.

## Životopis
Le Corbusier se rodio u obitelji umjetnika, njegov otac je bio slikar i graver brojčanika na satovima, a majka glazbenica. Počeo je rano slikati i izučavati obrt graviranja. S četrnaest godina počeo je pohađati umjetničku školu, ali se uskoro posvetio arhitekturi. Godine 1902., na međunarodnoj izložbi cizeliranih satova u Torinu njegov rad je nagrađen diplomom.
Od 1906. god. posvećuje se isključivo arhitekturi, živi skromno, putuje po svijetu, a u Italiji proučava tamošnju arhitekturu. Sljedeće godine odlazi u Austriju gdje započinje proučavati armiranobetonske konstrukcije i ostvarivati prve arhitektonske projekte (1912.). Tijekom Prvog svjetskog rata radio je kao učitelj.
Godine 1917. trajno se nastanjuje u Parizu i s kasnijim dugogodišnjim saradnikom Amadeom Ozefantom izdaje manifest kubizma koji postaje osnov purizma.
Godine 1921., s rođakom Pierom Jeanneretom otvara atelier u kom radi do 1965. godine. Tada je prihvatio svoj pseudonim, navodno izvodeći ga iz imena davnog pretka, Lecorbésiera. Od 1923. gradi zgrade širom svijeta (Francuska, Švicarska, Njemačka, Rusija, Južna Amerika, Alžir, Indija, itd.). Le Corbusier postaje poznat prvonagrađenim natječajnim projektom za palaču Lige naroda u Genevi 1927. godine, a njegovo vjerojatno najpoznatije djelo je vila Savoye (1929.).
God. 1928., Le Corbusier je bio jedan od glavnih osnivača Internacionalnog udruženja modernih arhitekata (ongrès International d'Architecture Moderne, CIAM) u dvorcu La Sarraz u Švicarskoj. Ovo udruženje je promoviralo „arhitekturu kao društvenu umjetnost” i snažno je utjecalo na arhitekturu 20. stoljeća.
Tijekom Višijske Francuske, nakon što su njegovi planovi o uređenju grada Alžira odbijeni 1942. god., on se potpuno povlači iz političkog života. God. 1943, Le Corbusier objavljuje „Atensku povelju”, utemeljenu na zaključcima zasjedanja CIAM-a u Ateni 1933. god. Ona je imala presudnu ulogu u oblikovanju poslijeratnog svjetskog urbanizma.
Nakon 1945. godine koncentrira se na stambenu problematiku, u skladu sa suvremenim postulatima kolektivnog stanovanja koji on naziva „Sunčani grad” (Ville radieuse). Od 1947. do 1951. godine u Marseillesu gradi jednu takvu građevinu, takozvanu „Zgradu zajedničkog stanovanja” (Unité d'Habitation), stambeni blok za 3.600 stanovnika, koji je postao uzorom za mnoga slična rješenja.
1950-ih dobiva priliku ostvariti ideje „Sunčanog grada” dizajnirajući nekoliko građevina u središtu nove prijestolnice indijske države Punjab, Chandigarha, prvog planskog grada u Indiji.
Dana 27. kolovoza 1965. god., usprkos liječničkom savjetu, Le Corbusier je otplivao u Sredozemno more kod Roquebrune-Cap-Martina (Francuska). Njegovo beživotno tijelo su pronašli kupači u 11 sati i vjeruje se kako je preminuo od srčanog udara.

## Djela
U svom ranom djelu Prema arhitekturi (Vers une architecture) iz 1923. god., Le Corbusier je pojasnio svoja načela moderne arhitekture koje on naziva „Pet principa armiranog betona”: 
1. Slobodno prizemlje objekta sa stupovima – prvi kat za garaže ili poslovne prostore;
2. Slobodan tlocrt – fiksni su samo stupovi, pregradni zidovi se mogu stavljati proizvoljno;
3. Slobodno pročelje – pročelja se isto tako mogu varirati po potrebi;
4. Maksimalno ostakljenje – ako je pročelje slobodno zašto ne staviti što više prozora;
5. Ravan krov – krov više nije beskoristan i služi kao zamjena gabarita (tla koje je zgrada oduzela od krajolika), te može biti prepun zelenila, služiti za igru, itd.

Takav projekt Le Curbusier naziva domino (1914.) jer je smatrao da se takve obiteljske kuće trebaju slagati poput pločica u igri domina; na taj način riješio bi problem povećane potrebe za jeftinim stanovima u gradovima. Pet principa Le Corbusier je potpuno primijenio u gradnji velikih armirano-betonskih zgrada, ali i stambenih kuća iznimne ljepote kao što su Vila Stein (1927., Garches, Francuska), Vila Savoye (1929., Poissy, Francuska) i dr. Corbusierov način mišljenja i metode projektiranja bit će poticaj nepreglednu mnoštvu arhitekata 20. st., a takav način gradnje bit će nazvan funkcionalističkom arhitekturom, jer sve polazi od namjene (funkcije) i oblikovanje se podvrgava najboljem rješenju namjene. Kada ovaj stil postane općeprihvaćen, postat će poznat kao internacionalni stil.
Pored brojnih građevina i arhitektonskih projekata, Le Corbusier je objavio i 16 književnih djela (uglavnom o arhitekturi, urbanizmu i slikarstvu), te napravio više od 400 slika, 44 skulpture, 27 kartona za goblene i nebrojene litorgrafije i crteže.

## Vanjske poveznice
- službene stranice zaklade Le Corbusier  Arhivirana inačica izvorne stranice od 26. veljače 2010. (Wayback Machine)
- Le Corbusier - citati  Arhivirana inačica izvorne stranice od 30. rujna 2007. (Wayback Machine)
- [neaktivna poveznica]